# Jean Gravelle
Israel Jean Orval Gravelle, född 7 december 1927 i Aylmer, Québec, död 18 januari 1997 i Trenton, Ontario,  var en kanadensisk ishockeyspelare.
Han blev olympisk guldmedaljör i ishockey vid vinterspelen 1948 i Sankt Moritz.